# Scaphinotus rugiceps
Scaphinotus rugiceps är en skalbaggsart som beskrevs av Horn. Scaphinotus rugiceps ingår i släktet Scaphinotus och familjen jordlöpare. Inga underarter finns listade i Catalogue of Life.